# Mikołaj Skorodyński

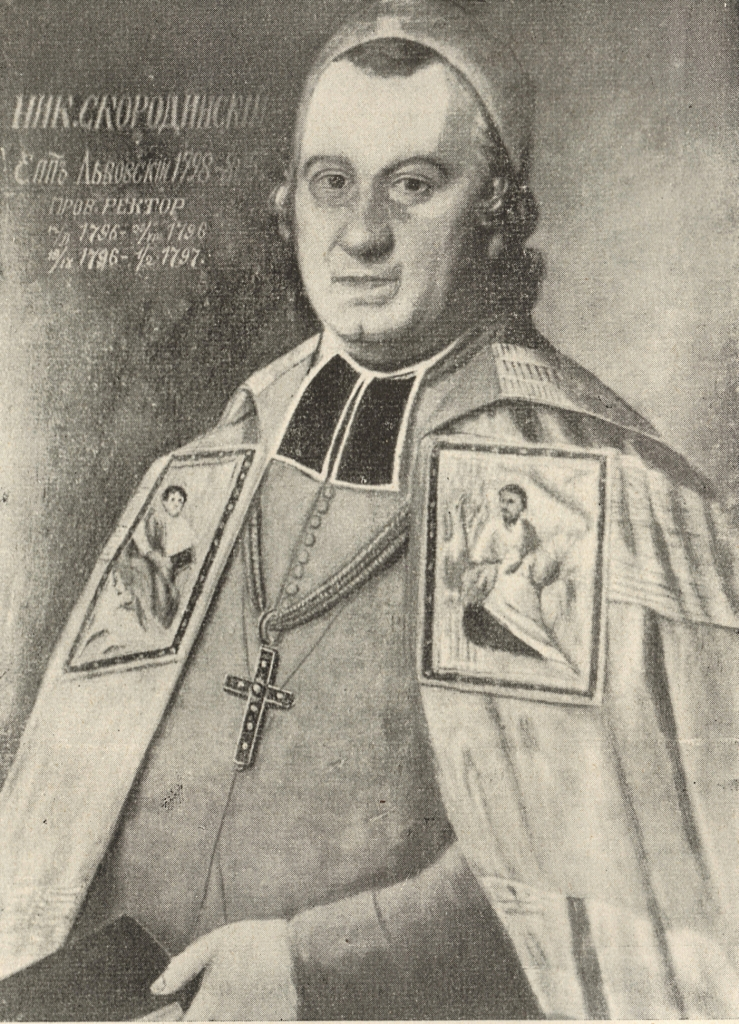
Mikolaj Skorodynski

Mikołaj Skorodyński, ukrainisch Микола Скородинський Mykola Skorodynskyj, auch Nicolaus Skorodynsky und Nikolaus Skorodyński (* 15. Januar 1757 in Zboron, Galizien; † 23. Mai 1805) war ukrainisch griechisch-katholischer Bischof von Lemberg.

## Leben
Er studierte an der Universität Wien Philosophie, Theologie und die Rechte. Später wurde er Professor am Diözesanseminar in Lemberg und 1783 Vizerektor des griechisch-katholischen Seminars in Lemberg. Zudem war er Dozent für Pastoraltheologie an der Universität Lemberg. 1787 wurde er Generalvikar der griechisch-katholischen Eparchie. Nach dem Tod von Peter Bielansky († 29. Mai 1798) wurde Mikołaj Skorodyński am 28. September 1798 von Kaiser Franz II. zum Bischof von Lemberg ernannt. Die Bischofsweihe empfing er am 10. März 1799 durch den Bischof von Chełm, Porifiriusz Skarbek Ważyński.